# 鈴木昌 (牧師)
鈴木昌（すずき あつし、1928年11月7日 - ）は、日本のバプテスト派の牧師。

## 経歴
東京都出身。日本大学卒業。東京基督神学校卒業。フェイス神学校卒業。元単立、東京聖書教会牧師。
カルヴァン主義、改革派神学にたつバプテストの1689年、第二ロンドン信仰告白を翻訳している。

## 著書
- 「ホセア書」「ヨエル書」「アモス書」「オバデヤ書」「ヨナ書」「ミカ書」『新聖書注解』いのちのことば社,1973年
- 「エズラ記」「ネヘミヤ記」「エステル記」『実用聖書注解』いのちのことば社、1995年

## 翻訳
- サムエル・J・シュルツ『旧約聖書概観』聖書図書刊行会、1974年
- 『第二ロンドン信仰告白』（私たちの間ですでに確信されている事柄）1689年　東京聖書教会